# Col des Planches
Der Col des Planches ist ein Schweizer Pass in der Gemeinde Val de Bagnes im Kanton Wallis, der Martigny und Sembrancher über den Bergrücken verbindet, der das Rhonetal vom Tal der Dranse trennt. Die Hauptstrasse von Martigny zum Grossen Sankt Bernhard führt südlich im Dransetal vorbei.
Eine Strasse verbindet den Pass in nordöstlicher Richtung mit dem Col du Tronc (1606 m) und weiterführend unasphaltiert mit dem Col du Lein (1658 m).
Am Col des Planches liegt ein Schalenstein.